# Kalypso Media
Kalypso Media es una empresa distribuidora de videojuegos alemana fundada en 2006 por los veteranos de la industria Simon Hellwig y Stefan Marcinek. La empresa ha publicado varios videojuegos exitosos, como la versión europea de Sins of a Solar Empire.
Kalypso posee oficinas en Alemania (Kalypso Media GmbH en Worms —la oficina central de la empresa—), el Reino Unido (Kalypso Media UK Ltd. en Bracknell) y en Estados Unidos (Kalypso Media USA Inc. en Baltimore). La distribución en línea es administrada por Kalypso Media Digital Ltd. en Bracknell. Además, Kalypso posee tres estudios de desarrollo: Realmforge Studios en Múnich, Gaming Minds Studios (en Gütersloh) y Noumena Studios en Berlín.

## Videojuegos publicados
- Theatre Of War (2007)
- Star Assault (2007)
- Campus (2007)
- Hollywood Pictures 2 (2007)
- Jack Keane (2007)
- Sins of a Solar Empire (2008)
- Racing Team Manager (2008)
- Political Machine 2008 (2008)
- Imperium Romanum (2008)
- AGON - The Lost Sword of Toledo (2008)
- Grand Ages: Rome (2009)
- Galactic Civilizations II - Ultimate Edition (2009)
- Ceville (2009)
- Dawn of Magic 2 (2009)
- Tropico 3 (2009)
- Patrician IV (2010)
- Pole Position 2010 (2010)
- M.U.D. TV (2010)
- Tropico 3: Absolute Power (2010)
- Dungeons (2011)
- Tropico 4 (2011)
- Airline Tycoon II (2011)
- Port Royale 3 (2012)
- Omerta: City of gangsters  (2013)
- Tropico 5  (2014)
- Urban Empire  (2016)
- Railway Empire (2018)
- Tropico 6 (2019)
- Commandos 2 HD Remaster (2020)